# Ali Al-Dailami

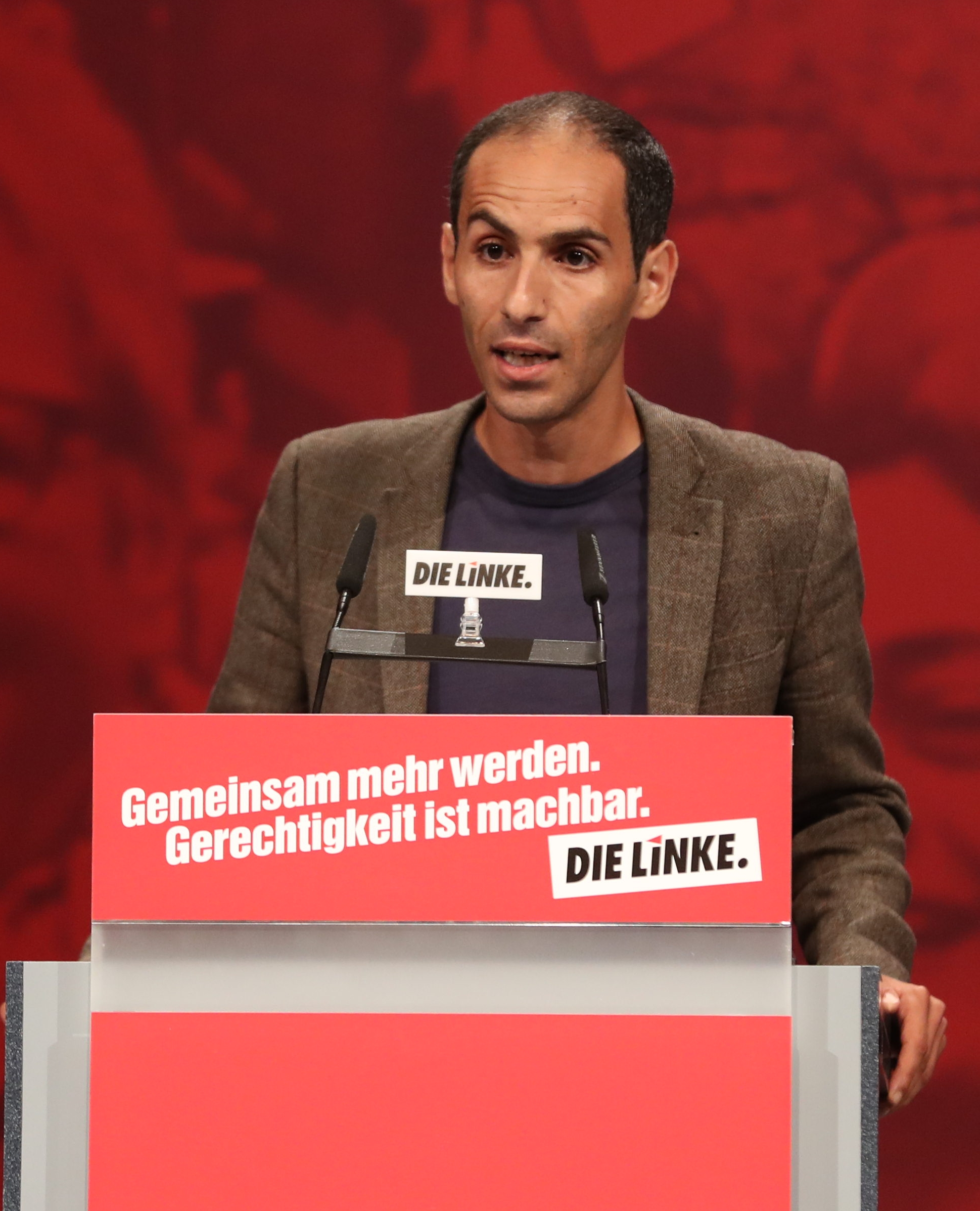

Ali Al-Dailami (ur. 27 grudnia 1981 w Sanie) – polityk niemiecki. Poseł do Bundestagu, gdzie zasiada w komisji obrony. W 2023 opuścił Die Linke i dołączył do nowo utworzonego Sojuszu Sahry Wagenknecht.